# Amietia angolensis
Amietia angolensis es una especie  de anfibios de la familia Pyxicephalidae.

## Distribución geográfica
Se encuentra en Angola, Botsuana, Burundi, República Democrática del Congo, Eritrea, Etiopía, Kenia, Lesoto , Malaui, Mozambique, Ruanda, Sudáfrica, Suazilandia, Tanzania, Uganda, Zambia , Zimbabue y, posiblemente en Namibia.

## Estado de conservación
Se encuentra amenazada de extinción por la pérdida de su hábitat natural.